# Marie-Guite Dufay

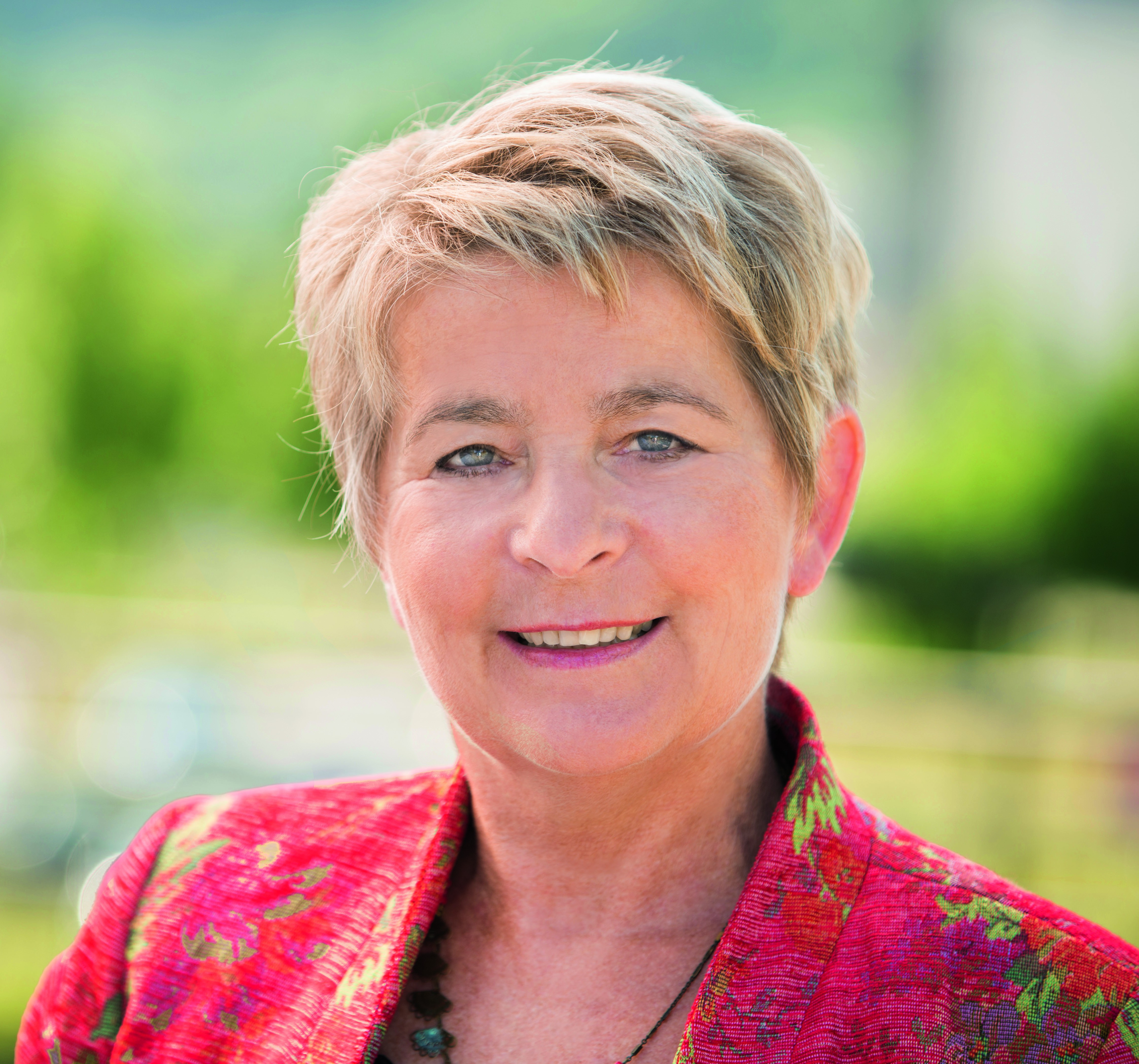
Marie-Guite Dufay

Marie-Marguerite Dufay, besser bekannt als Marie-Guite Dufay (* 21. Mai 1949 in Paris als Marie-Marguerite Paulhac), ist eine französische Politikerin der Parti socialiste (PS). Von 2008 bis 2015 hatte sie das Amt der Vorsitzenden des Regionalrates der Franche-Comté inne, seit 2016 das der neuen Region Bourgogne-Franche-Comté.

## Leben und Politik
Marie-Guite Dufays Eltern Jean und Suzanne waren aus dem Cantal stammende Ärzte, die 1951 nach ihrem Studium in Paris zur Übernahme einer Gastroenterologie-Praxis mit ihren vier Kindern nach Montluçon ins mittelfranzösische Département Allier zogen. Nach dem sehr gut bestandenen Baccalauréat am Lycée Madame-de-Staël zog Dufay mit noch nicht 17 Jahren nach Paris und studierte dort am Institut d’études politiques de Paris, in Frankreich „Sciences Po“ genannt. Nach dem Diplom zog sie 1971 in die Franche-Comté, die Heimatregion ihres Lebenspartners und späteren Ehemannes. Dort arbeitete sie für das Wirtschaftsressort der Präfektur in Besançon. Danach war sie für das Kulturzentrum „Pierre Bayle“ tätig. Nach 1976 war sie für mehrere Jahre hauptsächlich als Hausfrau und Mutter tätig. Später engagierte sie sich für die Rechte der Frauen in der Franche-Comté.
1987 wurde sie von der Agence nationale pour l’emploi (ANPE) eingestellt, heute Pôle Emploi (entspricht der deutschen Bundesagentur für Arbeit und dem österreichischen Arbeitsmarktservice), wo sie die regionale Stelle zur Wiedereingliederung von Arbeitnehmern nach einer betriebsbedingten Entlassung leitete. 1989 wurde sie erstmalig als parteilose Stadträtin von Besançon gewählt. 1993 wurde sie Mitglied der Parti socialiste (PS). Sie gehörte von 1989 bis 1995 dem Stadtrat von Besançon an und übernahm dort von 1995 bis 2008 den Posten der Stellvertretenden Bürgermeisterin. Ab 2001 war sie vor allem für die Sozialpolitik zuständig.
Von 2004 bis 2008 war sie erste Vizepräsidentin der Region Franche-Comté und dort 2008 als Nachfolgerin des verstorbenen PS-Politikers und Amtsinhabers Raymond Forni Vorsitzende des Regionalrates. Ab 2014 trieb sie, im Rahmen der von der sozialistischen Zentralregierung in Paris vorgenommenen Neuordnung der Regionen und der Wahlkreise Frankreichs, die Fusion der Region Franche-Comté mit der benachbarten Region Burgund zur neuen Verwaltungsregion Bourgogne-Franche-Comté energisch voran, deren erste Präsidentin sie 2016 wurde.
Dufay ist verheiratet und hat drei Kinder.